# Zaia Khoshaba
Zaia Khoshaba – duchowny Starożytnego Kościoła Wschodu, od 2012 biskup Kanady i Stanów Zjednoczonych.

## Życiorys
Sakrę biskupią otrzymał 24 kwietnia 2009 jako biskup Bagdadu. W 2012 został mianowany biskupem Kanady i Stanów Zjednoczonych.